# She of Little Faith
«She of Little Faith» (с англ. — «Она небольшой веры») — шестой эпизод тринадцатого сезона мультсериала «Симпсоны». Впервые вышел в эфир 16 декабря 2001 года.

## Сюжет
Гомер и Барт решают построить и запустить игрушечную ракету, которую мальчик ранее заказал по телевизору. Своими руками у Гомера создать ракету не получается, поэтому он приглашает своих старых знакомых однокурсников-зубрил (из серии Homer Goes to College), чтобы они сделали всю трудную работу, а после прогоняет их. Запуск удаётся, но вскоре ракета отклоняется от курса и падает на Спрингфилдскую церковь, полностью разрушив её. Горожане думают, что же делать? Денег от богатых инвесторов они больше не получают, а своих денег недостаточно для полной реконструкции. Тогда инициативу принимает Мистер Бернс: у него достаточно денег, чтобы полностью отстроить церковь и вернуть ей былой вид. Но ведь на то он и Бернс, чтобы добавить туда чего-то ещё, абсолютно не связанного с религией… Спустя три недели Симпсоны приходят в отстроенную церковь и поражаются тому, как она изменилась: в помещении вместо икон висят рекламные стенды различных компаний, в самой церкви есть палатка по обмену денег, а картина «Тайная вечеря» здесь используется как картонка для фотографий, также в холле висит большой плазменный телевизор. Изменения коснулись и самой проповеди: Преподобный Лавджой постоянно упоминает между строк различные коммерческие предприятия и рекламирует их. Это выводит Лизу из себя и она покидает церковь, заявив всем, что теперь в ней нет ничего святого и она больше не желает быть христианкой.
В поисках новой религии Лиза находит буддийский храм, в котором она находит Ленни и Карла, и даже Ричарда Гира. Те рассказывают девочке о Будде и его религии. Лиза видит в буддизме много того, что её беспокоит, и решает стать буддисткой. Это сильно обеспокоило всю её семью и представителей Спрингфилдской церкви. Симпсоны пытаются всеми доступными способами отвернуть Лизу от буддизма, но тщетно. Близится Рождество. И тогда у Лавджоя появляется план: ведь буддисты же не празднуют Рождество? А ведь Лизе наверняка захочется получить рождественские подарки. Таким образом она сама вернётся в христианство и всё будет как раньше. На следующий день Симпсоны начинают петь праздничные песни, но эти рождественские традиции Лизу не интересуют. Тут она замечает, что один из подарков по силуэту сильно похож на пони. Девочка чуть не соглашается бросить свою новую религию, но тут она замечает у окна Лавджоя, следящего за ней. Она понимает, что её хотят насильно вернуть обратно в старую веру, и убегает. Придя в храм, она рассказывает остальным буддистам о своей беде. Тогда Ричард Гир объясняет Лизе, что буддисты почитают религии, основанные на любви и сострадании, и что ей совсем не обязательно отказываться от своей семьи и от других праздников. Так что девочка возвращается домой и вместе со всеми празднует Рождество.